# Alexander Falconbridge
Alexander Falconbridge (Bristol, ? - Sierra Leona, 1792), cirujano y abolicionista británico.
Entre 1780 y 1788 viajó cuatro veces entre África Occidental e Inglaterra como cirujano a bordo de barcos negreros. Asqueado por lo que allí vio, y tras conocer al abolicionista Thomas Clarkson, publicó 1788 An Account of the Slave Trade on the Coast of Africa (Informe sobre el tráfico de esclavos en la costa de África), un libro de gran influencia en la historia del abolicionismo.
En 1790 declaró ante un Comité de la Cámara de los Comunes. En 1791 viajó de nuevo a Sierra Leona, junto a su esposa Anne María, con el encargo de reorganizar la colonia de Freetown, recientemente fundada para "repatriar" a los esclavos liberados. La colonia fue un fracaso, y Alexander murió poco después. Su viuda publicó en 1794 Narrative of Two Voyages to the River Sierra Leone, During the Years 1791-1792-1793 (Relación de dos viajes al Río Sierra Leona, durante los años 1291, 1292 y 1293). Decepcionada, Anne María acabó por considerar la esclavitud como un mal necesario.